# Chlosyne hollandae
Chlosyne hollandae är en fjärilsart som beskrevs av Gunder 1928. Chlosyne hollandae ingår i släktet Chlosyne och familjen praktfjärilar. Inga underarter finns listade i Catalogue of Life.